# Île Kayak (Nunavut)
Pour les articles homonymes, voir Île Kayak (Alaska) et Kayak (homonymie).
L‘Île Kayak (Kayak Island) est une île inhabitée sur le territoire Nunavut, dans l'Archipel arctique canadien, à l'Ouest de la Baie d'Hudson.